# Международный аэропорт имени Франсиско Габриэлли
Международный аэропорт имени Франсиско Габриэлли (исп. Aeropuerto Internacional Francisco Gabrielli) более известный как аэропорт Эль-Плюмерильо (исп. El Plumerillo) — аэропорт, расположенный в 8 км к северо-востоку от центра Мендосы, столицы одноимённой провинции Аргентины. Эксплуатируется компанией Aeropuertos Argentina 2000.
IV воздушная бригада армии Аргентины (военно-воздушная база Эль-Плюмерильо) дислоцирована в южной части аэропорта.

## История
В 1990-х годах при президенте Карлосе Менеме была запущена программа поиска инвестиций для модернизации аэропортов страны, которые на то время сильно отставали от воздушных гаваней других стран региона из-за обветшалой инфраструктуры. В рамках программы было подписано соглашение о строительстве аэропорта с компанией Aeropuertos Argentina 2000. Работы осуществлялись за счёт компании при особой поддержке государства. Открытие терминала состоялось 10 мая 1995 года.
В аэропорту функционируют общественные зоны, зоны предварительной посадки на внутренние и международные рейсы. Из-за отсутствия инвестиций в течение практически двух десятилетий в начале 2013 года правительство провинции Мендоса совместно с национальным правительством инициировало план общих реформ, направленных на обновление внутренних помещений аэропорта и реконструкцию взлётно-посадочной полосы.
В 2014 году прошла масштабная модернизация с общим объёмом инвестиций в 150 миллионов песо. Здание терминала расширено на 12000 м².

## Статистика

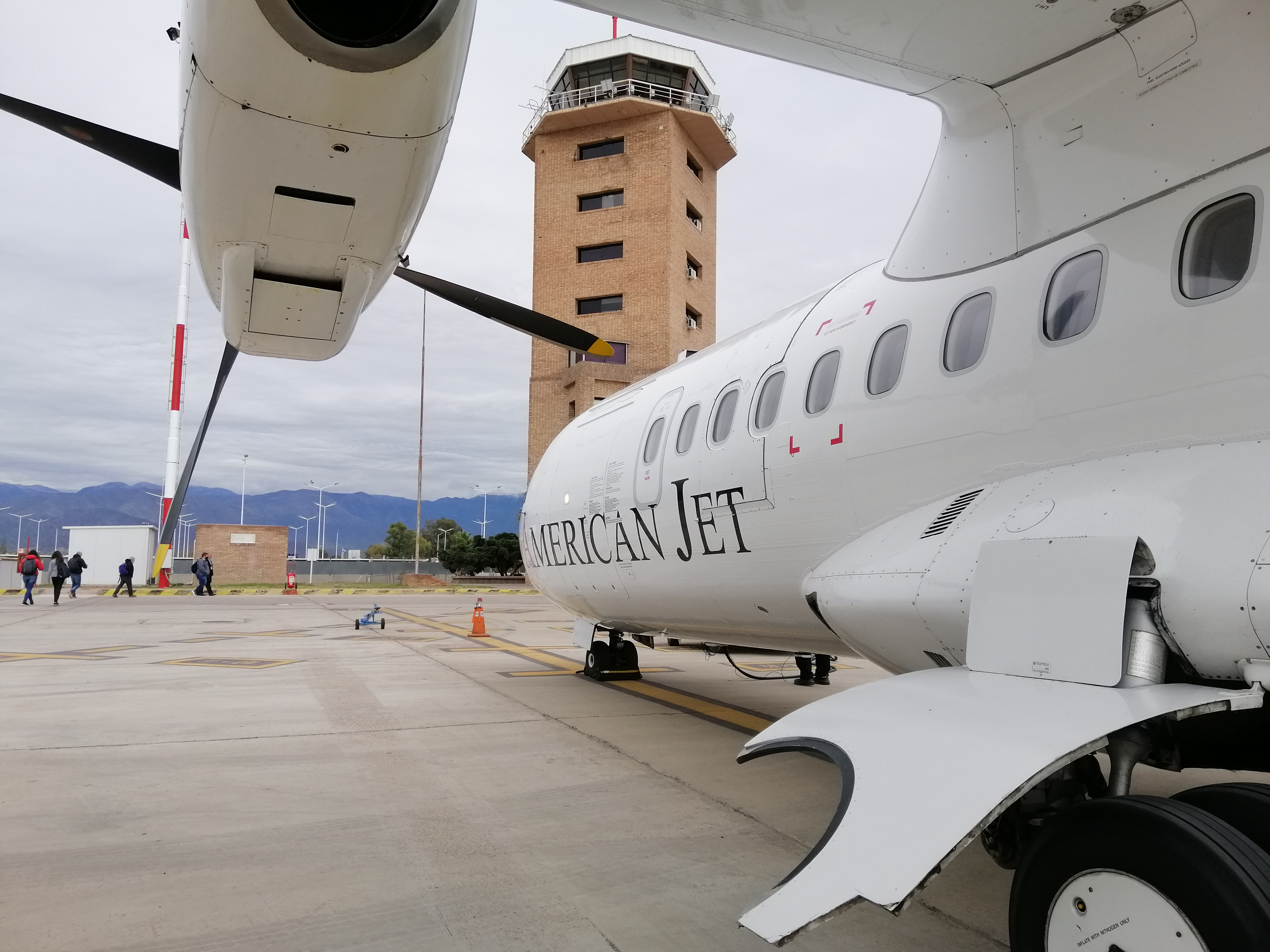
ATR 42-300 в аэропорту Мендосы (2021)

Данные из запроса в Викиданные.